# Писек
Писек (чеш. Písek) град је у Чешкој Републици, у оквиру историјске покрајине Бохемије. Писек је трећи по величини град управне јединице Јужночешки крај, у оквиру којег је седиште засебног округа Писек.

## Географија
Писек се налази у јужном делу Чешке републике. Град је удаљен од 110 км јужно од главног града Прага, а од првог већег града, Чешких Будјејовица, 50 км северно.
Град Писек се налази на реци Отави у области јужне Бохемије. Надморска висина града је око 380 м. Подручје око града је на истоку брдовито и пошумљено, на западу се налази низија око реке Отаве.

## Историја
Подручје Писека било је насељено још у доба праисторије. Насеље под данашњим називом први пут се у писаним документима спомиње у 1243. године. 1327. године насеље је добило градска права.
Године 1919. Писек је постао део новоосноване Чехословачке. Због тога, да се Писек не налази на лгавним путевима (као на пример Стракоњице и Чешке Будјејовице) није дошло до брзог развоја индустрије. Данас постоји индустријска зона на северном крају града, велики производ текстила Јитекс, и неколико малих фабрика.

## Становништво
Писек данас има око 30.000 становника и последњих година број становника у граду лагано расте. Поред Чеха у граду живе и Словаци и Роми.

## Партнерски градови
- Вецлар
- Дегендорф

## Галерија
- Главни трг Писека
- Римокатоличка Црква рођења пресвете Богородице
- Градска кућа
- Стара чешка архитектура